# Wilhelm von Hohenzollern

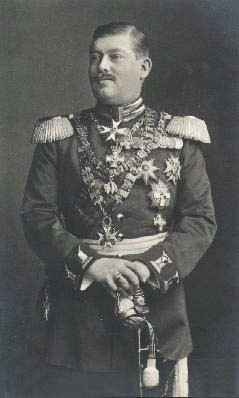
Wilhelm von Hohenzollern-Sigmaringen

Wilhelm August Karl Joseph Peter Ferdinand Benedikt von Hohenzollern (* 7. März 1864 auf Schloss Benrath in Benrath; † 22. Oktober 1927 in Sigmaringen) war von 1905 bis 1918 Fürst von Hohenzollern und preußischer General der Infanterie.

## Leben
Wilhelm war der Sohn des Fürsten Leopold von Hohenzollern und der Infantin Antonia Maria von Portugal. Er war ab 27. Juni 1889 in erster Ehe mit Maria Theresia von Bourbon-Sizilien, Tochter des Prinzen Ludwig von Bourbon-Sizilien, und ab 20. Januar 1915 in zweiter Ehe mit Adelgunde von Bayern, Tochter des Königs Ludwig III. von Bayern verheiratet.
Wilhelms Vater, Fürst Leopold, ließ ab 1899 das Schloss Sigmaringen durch den Münchner Architekten Emanuel von Seidl im Stile des Eklektizismus völlig neu gestalten. Zudem ließ er dort die so genannte „Portugiesische Galerie“ bauen. Erst nach dem Tode des Vaters übernahm Fürst Wilhelm die Bauaufsicht.
Unter Wilhelm fand der endgültige Bruch der bisher frankophil ausgerichteten Sigmaringer Hohenzollern mit Frankreich statt. Es wurde eine Orientierung in Richtung Preußen eingeschlagen, was sich unter anderem auch darin zeigte, dass man von nun an vornehmlich preußische Bedienstete (Marschälle, Hauspersonal etc.) einstellte.

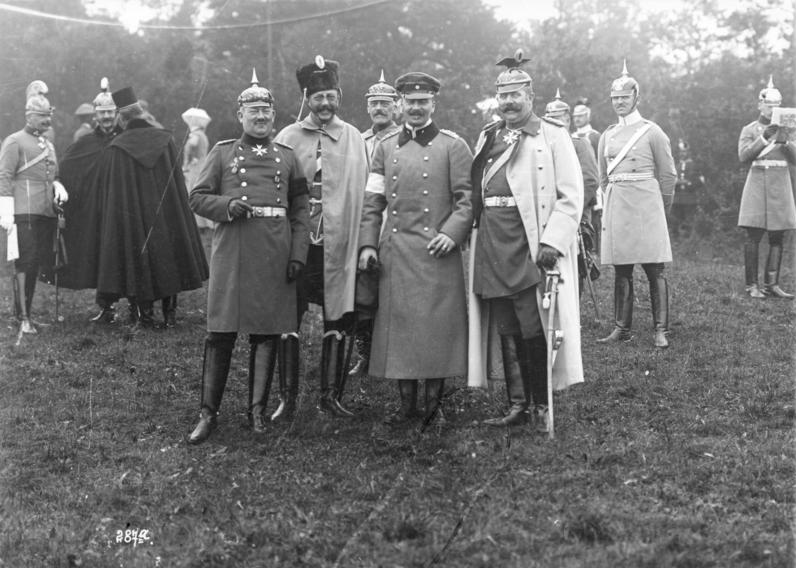
Fürst Wilhelm von Hohenzollern (links) mit Erzherzog Franz Ferdinand von Österreich-Este (rechts) während eines Kaisermanövers 1909

Nach Kriegsende und Ausrufen der Republik im November 1918 begann in Hohenzollern eine politisch ganz neue Zeit. Zu Ausschreitungen kam es im Laufe der Revolution nur in wenigen Fällen, die Angst vor radikalen Übergriffen war jedoch massiv. So bewog am 13. November 1918 eine Delegation des Zentrums und der Demokraten den Fürsten Wilhelm von Hohenzollern zum Verzicht auf Vorrechte und finanzielle Vorteile, um einen möglichen bewaffneten Ansturm auf das Schloss Sigmaringen vorzubeugen.

## Nachkommen
Aus erster Ehe mit Maria Theresia von Bourbon-Sizilien hatte Wilhelm folgende Kinder:
- Auguste Viktoria (1890–1966) ⚭ König im Exil Emanuel II. von Portugal (1889–1932)
- Friedrich Viktor (1891–1965), Oberhaupt des fürstlichen Hauses Hohenzollern ⚭ Margarete Prinzessin von Sachsen (1900–1962)
- Franz Joseph (1891–1964) ⚭ Maria Alix Luitpolda Prinzessin von Sachsen (1901–1990)

## Auszeichnungen
- 1906 wurde ihm das Großkreuz des Ordens der Württembergischen Krone verliehen.[3]